# Hamsey
Hamsey is een civil parish in het bestuurlijke gebied Lewes, in het Engelse graafschap East Sussex met 632 inwoners.